# ニコラウス5世礼拝堂フレスコ画
「ニコラウス5世礼拝堂」（ニコラウス5せいれいはいどう、伊: Cappella Niccolina、英: Niccoline Chapel）はヴァチカン宮殿にある礼拝堂である。初期イタリア・ルネサンスの巨匠フラ・アンジェリコ と弟子たち (制作の多くを手掛けた可能性がある)  が1447–1448年に制作したフレスコ画で名高い。礼拝堂の名称は、私的礼拝堂として建てた教皇ニコラウス5世 に由来する。フラ・アンジェリコはヴァチカン宮殿内に4つのフレスコ画連作を描いたが、現存するのはニコラウス5世礼拝堂のものだけである。描かれているのは、初期キリスト教時代の2人の殉教者である聖ステファノと聖ラウレンティウスの生涯の場面で、この2人の聖人を描くことを望んだのはニコラウス5世であった。
礼拝堂は、宮殿の最も古い部分である教皇インノケンティウス3世の塔の中に位置している。壁面の上段は、聖ステファノの生涯の場面を、下段は聖ラウレンティウスの生涯の場面を描いている。礼拝堂の穹窿は青色に塗られ、星が描かれており、四隅には4人の福音書記者が表されている。付柱には8人の教父が描かれている。
礼拝堂は通常の旅行客のコースには含まれていないが、予約をしてある特別な団体は見ることができる。

## フレスコ画
フラ・アンジェリコは、祭壇背後の壁に「十字架降架」 (キリストを十字架から下ろす場面) を描いたが、破壊されて、現存していない。しかしながら、ルネットにある彼のほかの作品はよい保存状態にある。このフレスコ画連作は、ローマ教皇ニコラウス5世の絶大な権力を示している。というのは、フレスコ画に登場するローマ教皇シクストゥス2世の容貌はニコラウス5世のもので、シクストゥス2世の側近たちの容貌はニコラウス5世の側近たちのものだからである。

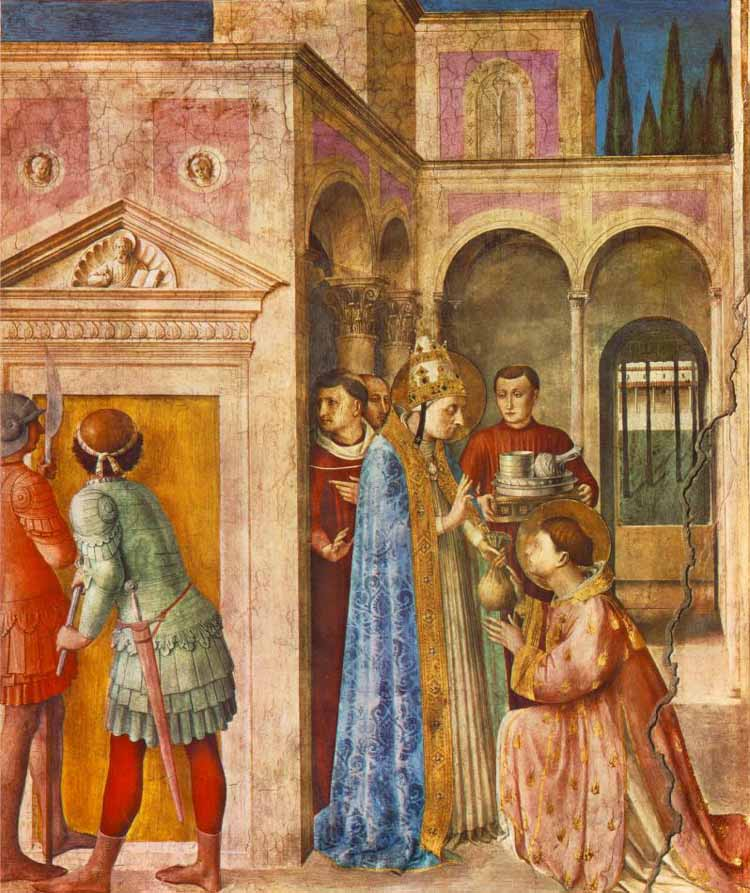
『教会の宝物を受領する聖ラウレンティウス』、322 x 412 mm.

聖ステファノを表す場面は、『聖書』の「使徒行伝」の記述にしたがっている。一方、聖ラウレンティウスを表す場面は、聖ラウレンティウスが埋葬されているサン・ロレンツォ・フオ―リ・レ・ムーラ大聖堂のバジリカにある連作にしたがったものとなっている。聖ステファノはギリシア語を話すユダヤ人で、エルサレムで聖ペテロに叙任された最初の助祭のうちの1人であった。ルネットには、『聖ステファノの叙任と聖ステファノの施し』が描かれている。彼の祈祷 (『聖ステファノの祈り』)  は、エルサレムの町の彼の反対者の敵対心を呼び、最終的に彼らは町の門の前で聖ステファノに石を投げつけて死に至らしめた。
聖ラウレンティウスは、シクストゥス2世がローマ皇帝ヴァレリアヌスに与えるための教会の宝物を預けた助祭である。これらの場面は、『聖ラウレンティウスの叙任』と『教会の宝物を受領する聖ラウレンティウス』に描かれている。しかしながら、聖ラウレンティウスは教会の宝物を貧しい人々に分け与え (『施しをする聖ラウレンティウス』)、その行いのために殉教した。フレスコ画は、2人の人物の生涯の類似点を強調している。どちらも叙任された助祭で、貧しい人々に施しをし、勇気をもって信仰の告白をした後に殉教した。2人の聖人を選択したことはまた、エルサレムとローマの教会のつながりを示している。
建築物の細部で満たされているフレスコ画は、ローマをキリスト教の新しい首都として再建しようというニコラウス5世のサン・ピエトロ大聖堂の改築計画が反映している。『聖ステファノの殉教』の大きな画面は、ローマの壁の再建を示唆している。さらに、エルサレムのユダヤ人社会の分裂は、フレスコ画にシクストゥス2世として描かれているニコラウス5世が目撃したキリスト教の分裂と比較することができる。

## ギャラリー

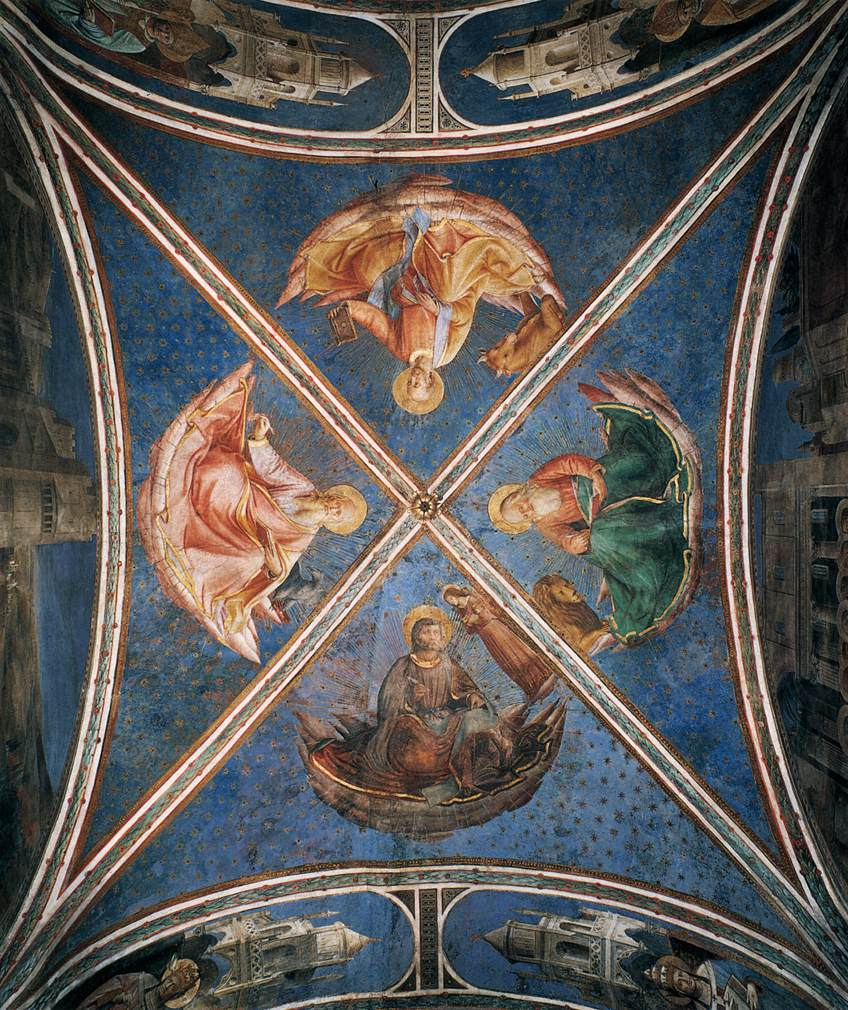
礼拝堂の穹窿と天上

### 左側の壁

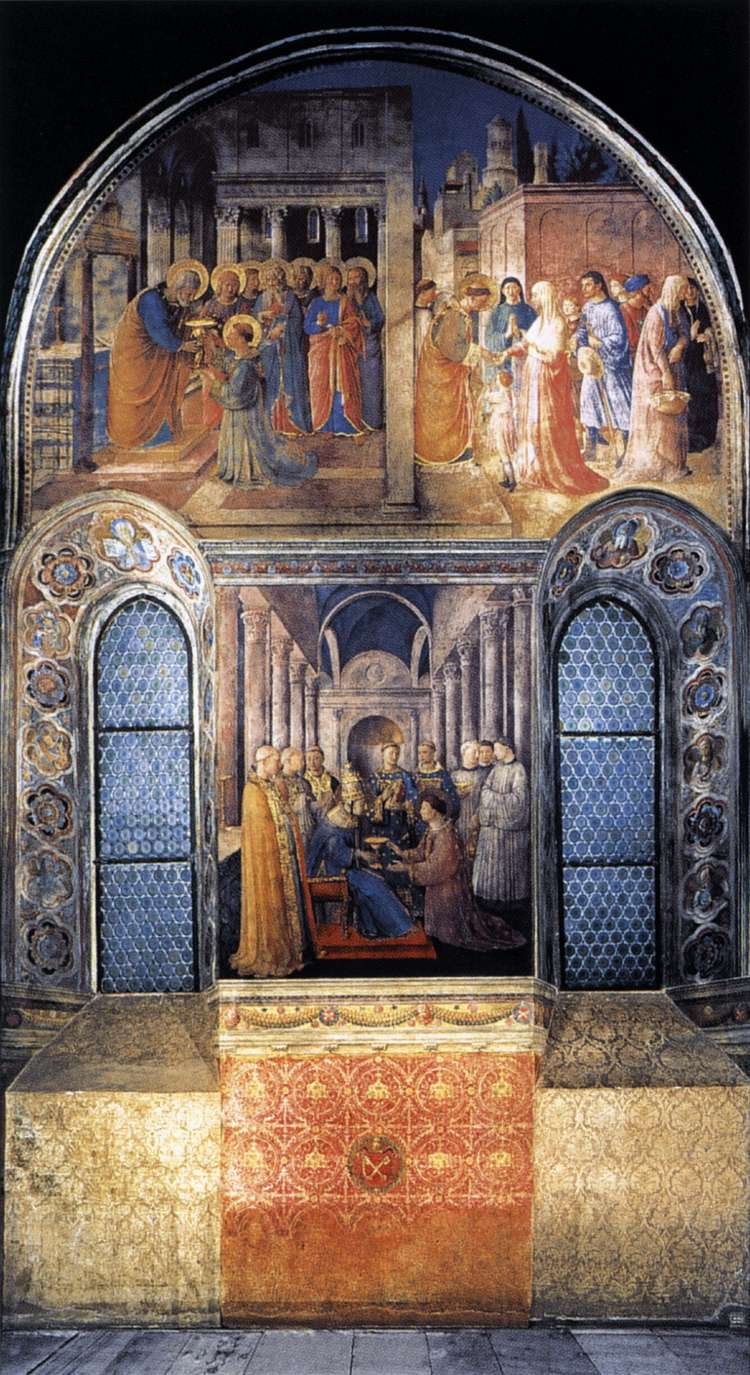
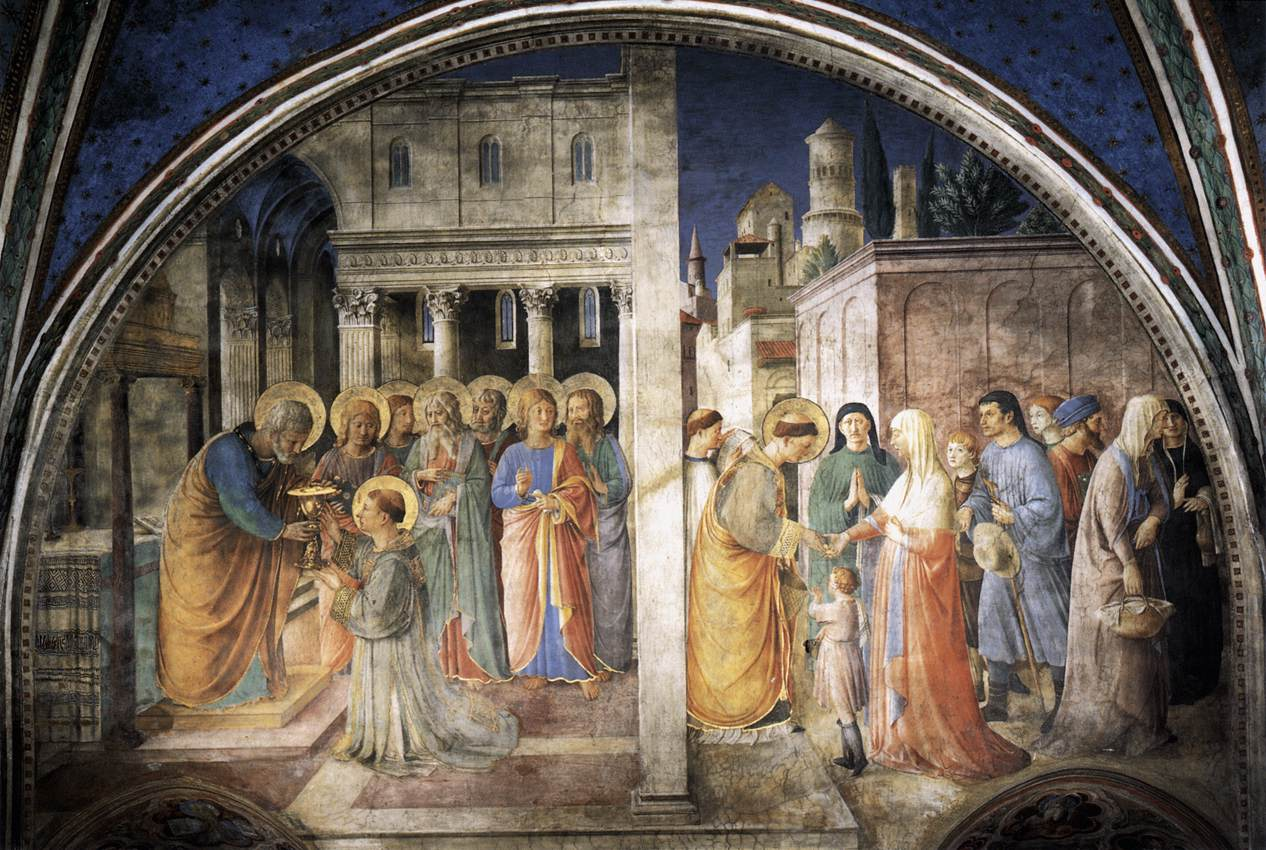
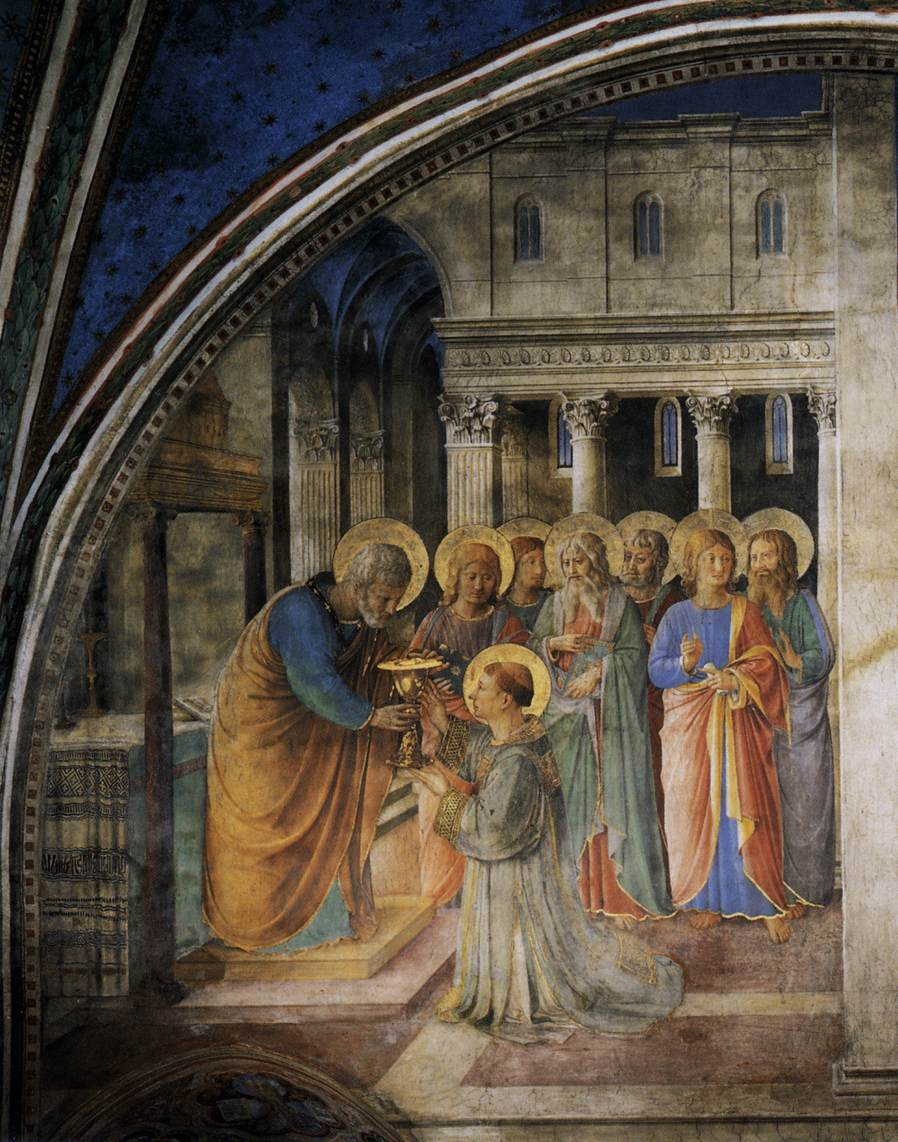
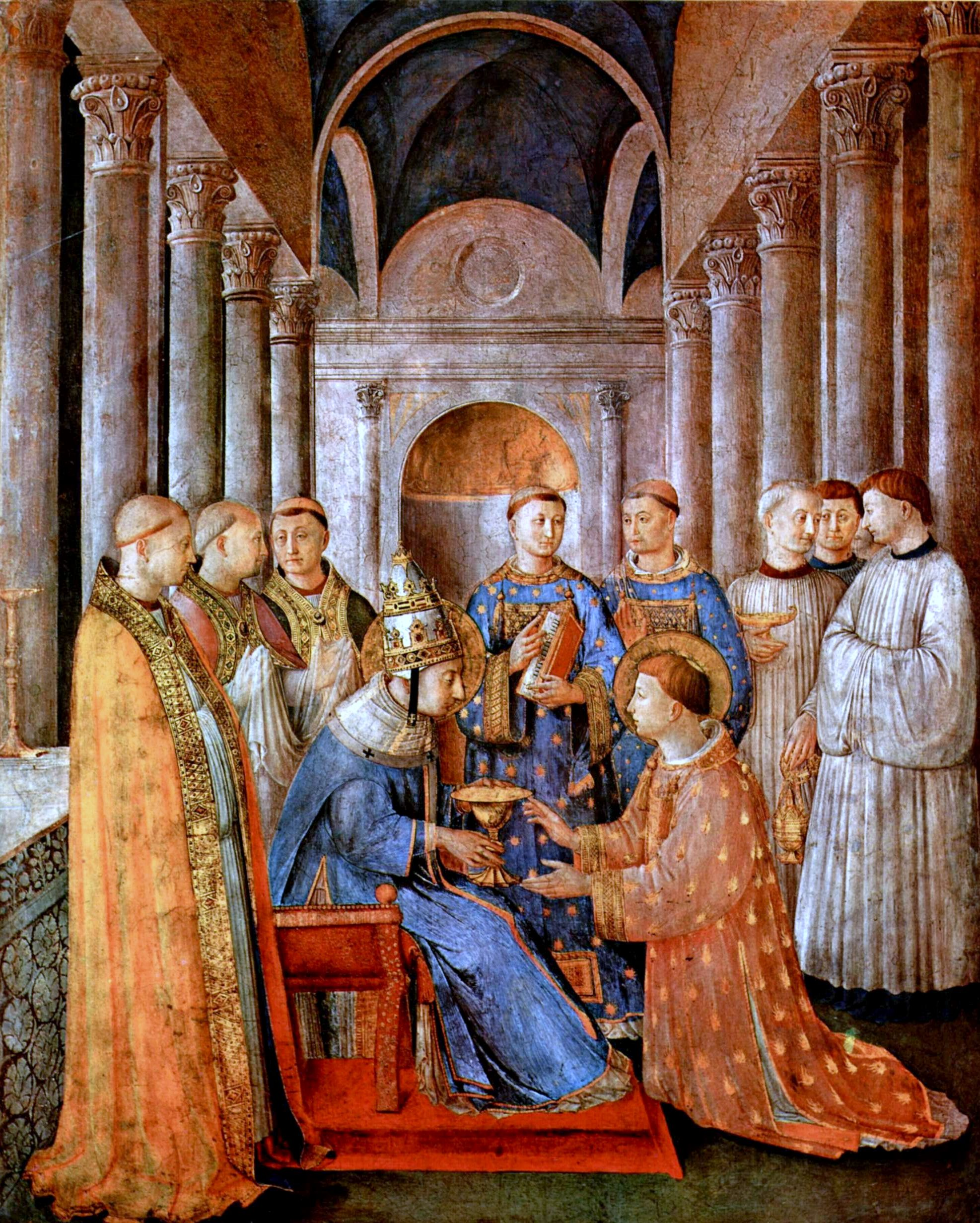
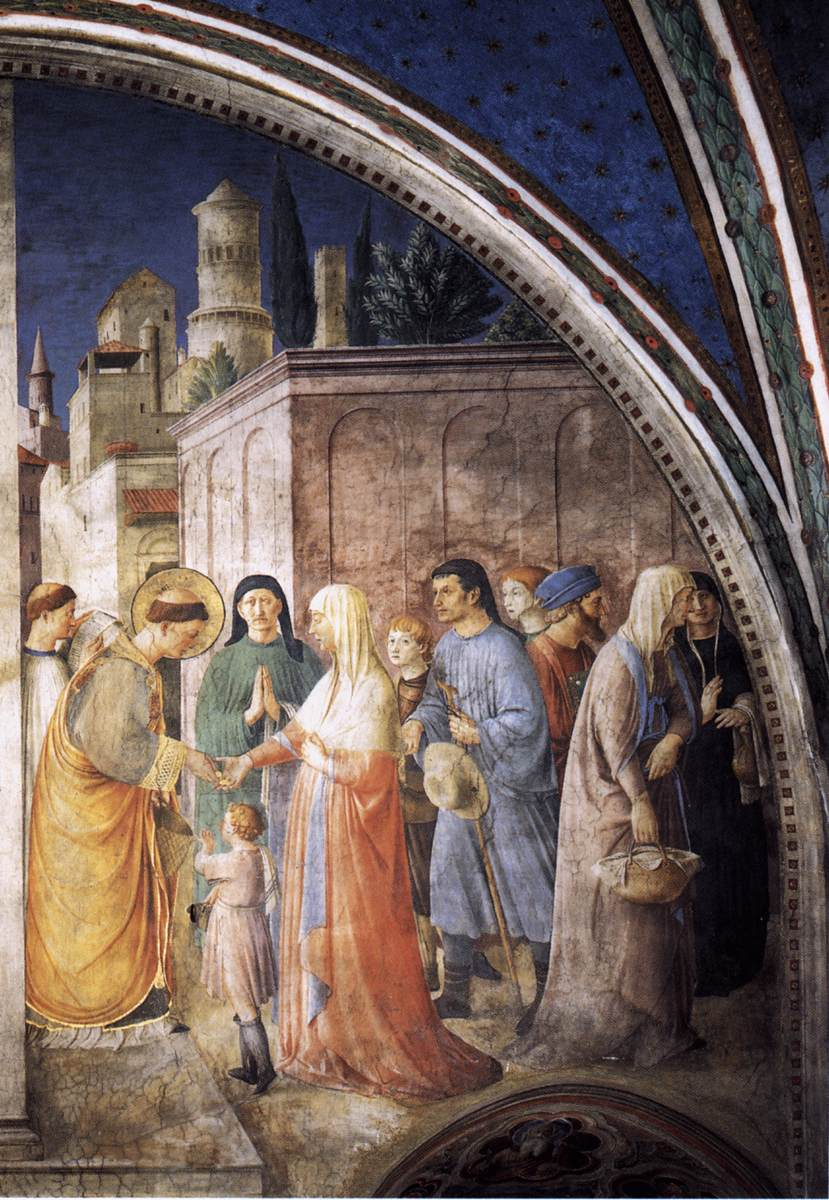

### 中央の壁

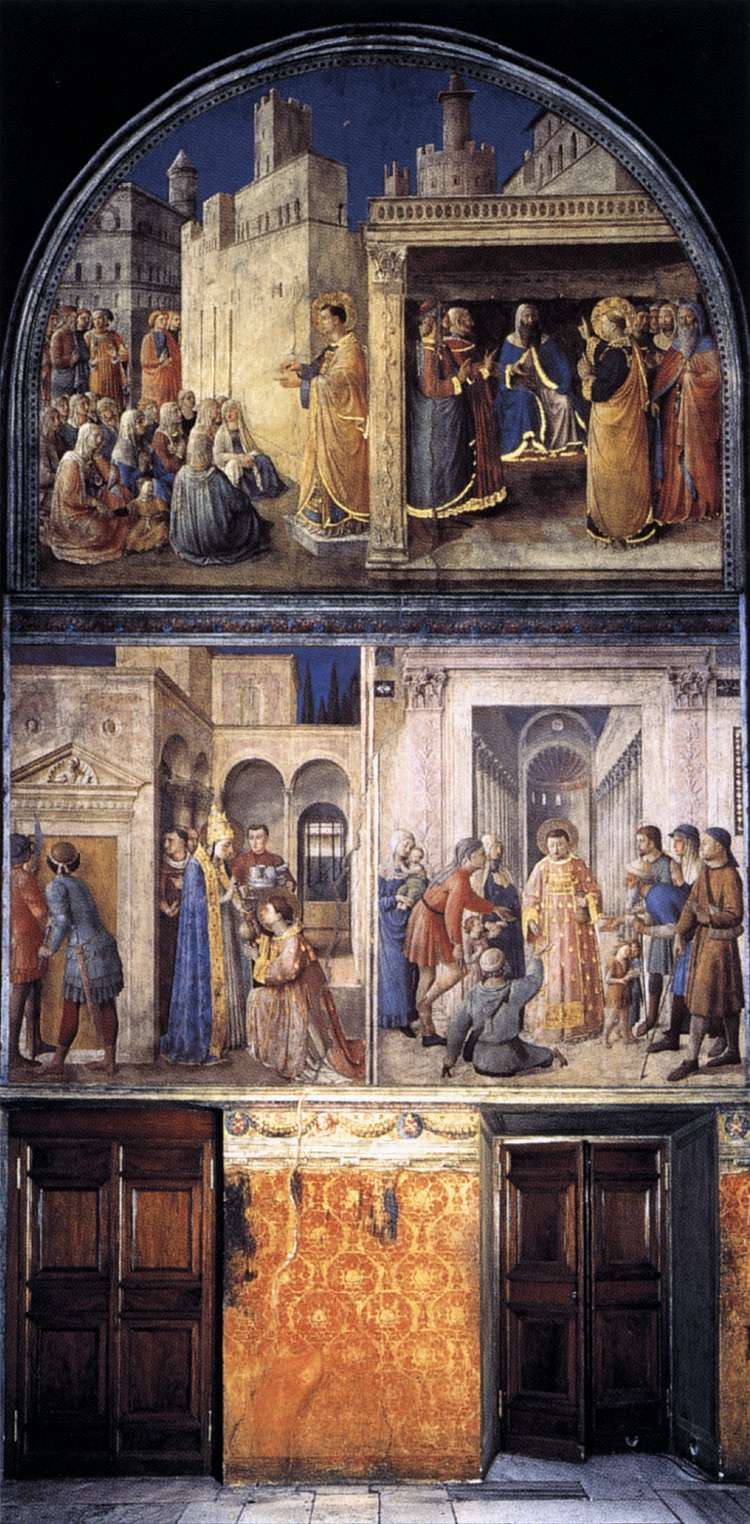
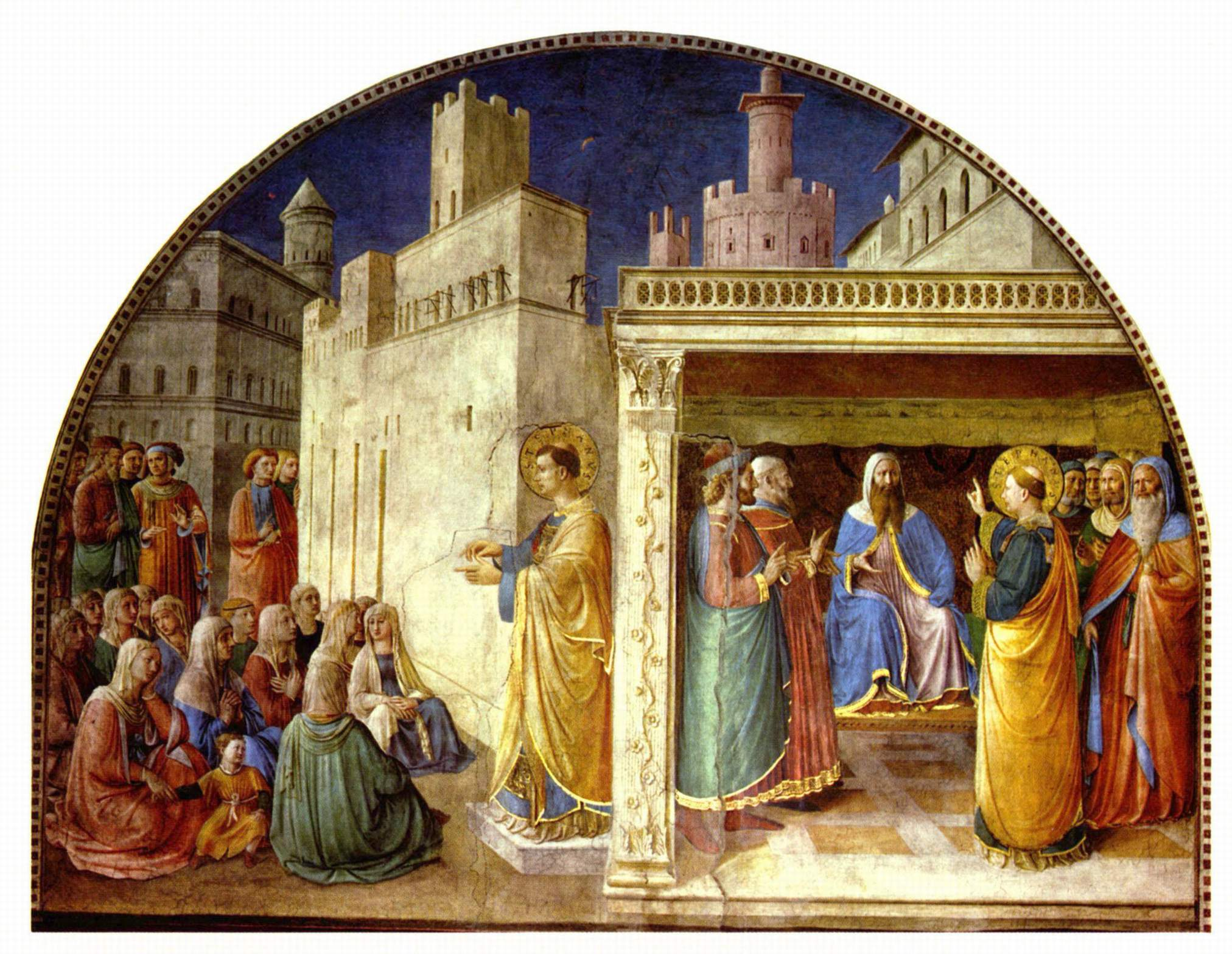
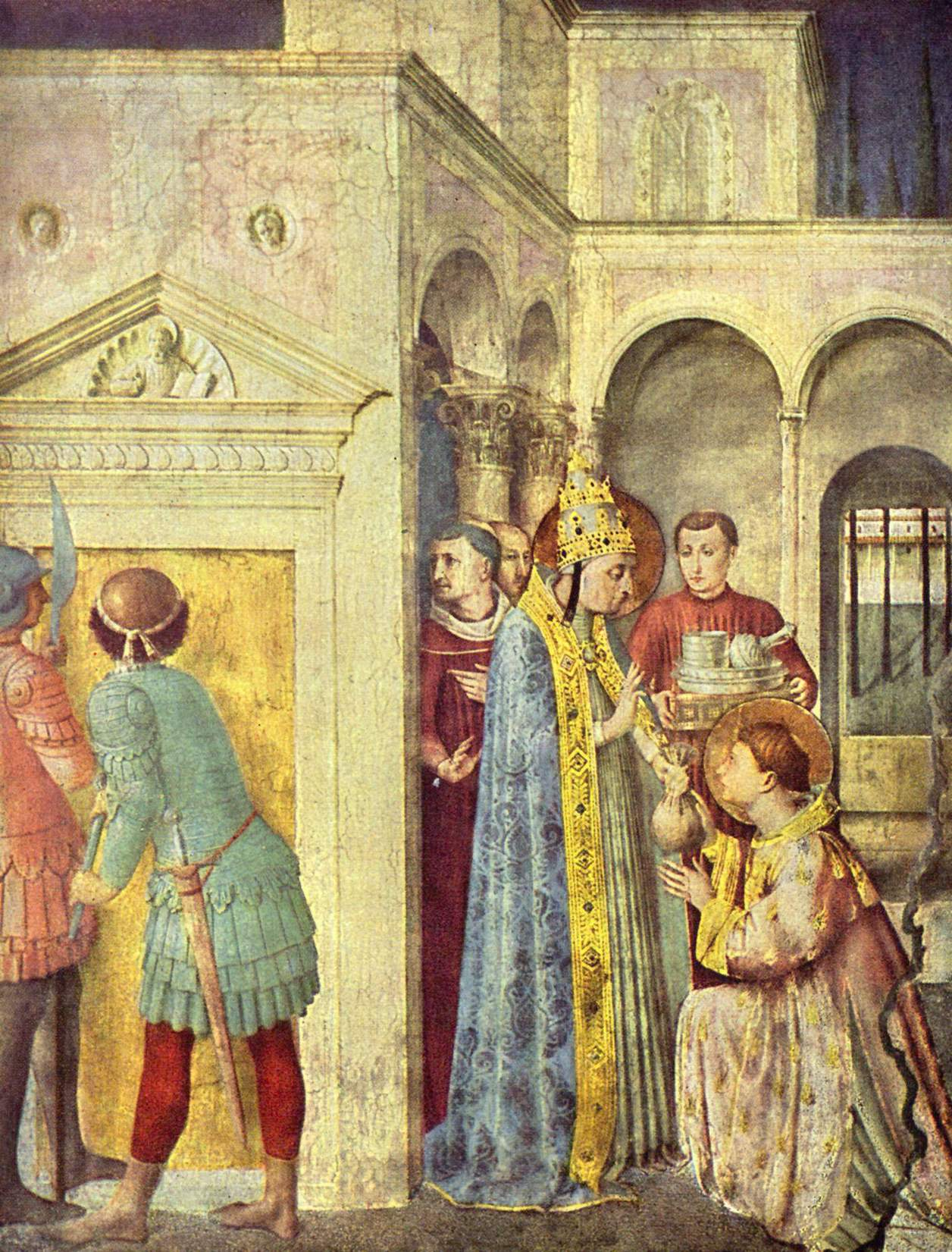
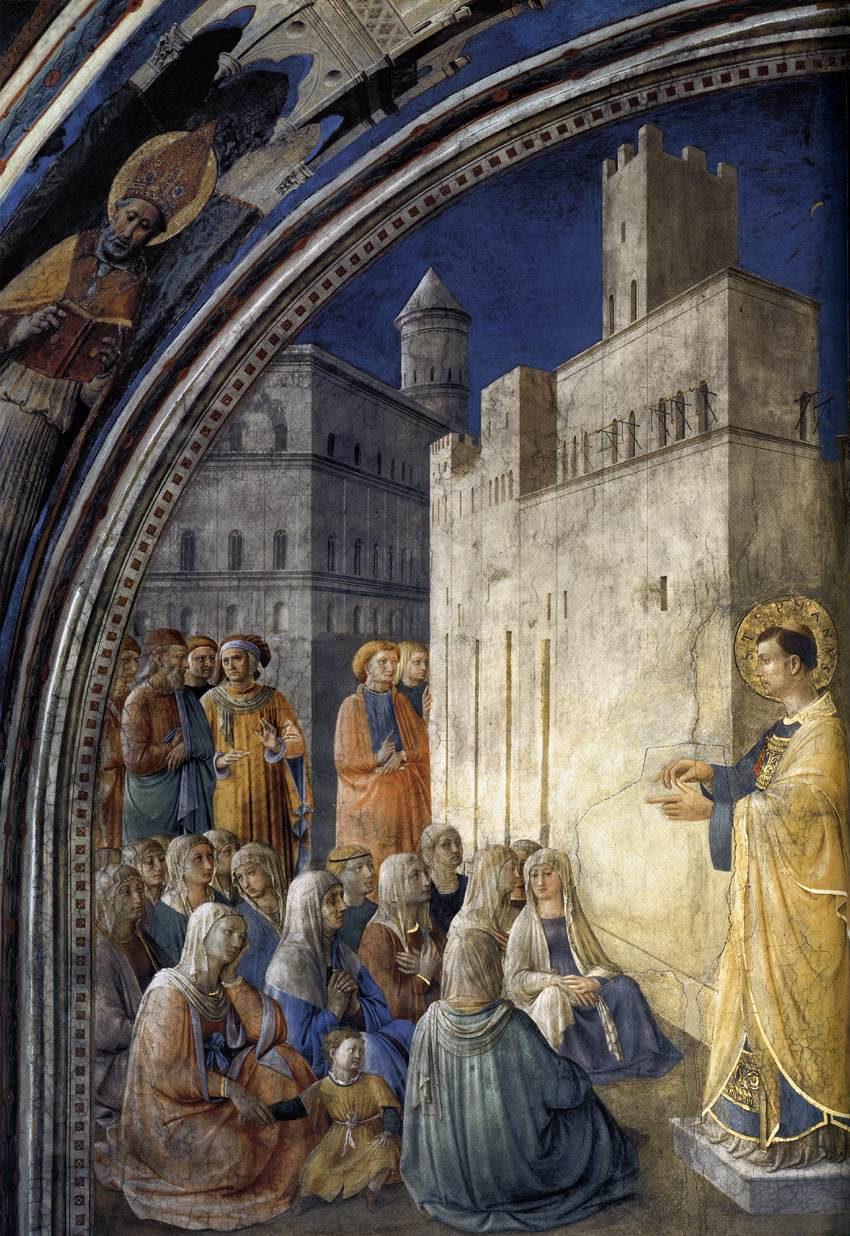
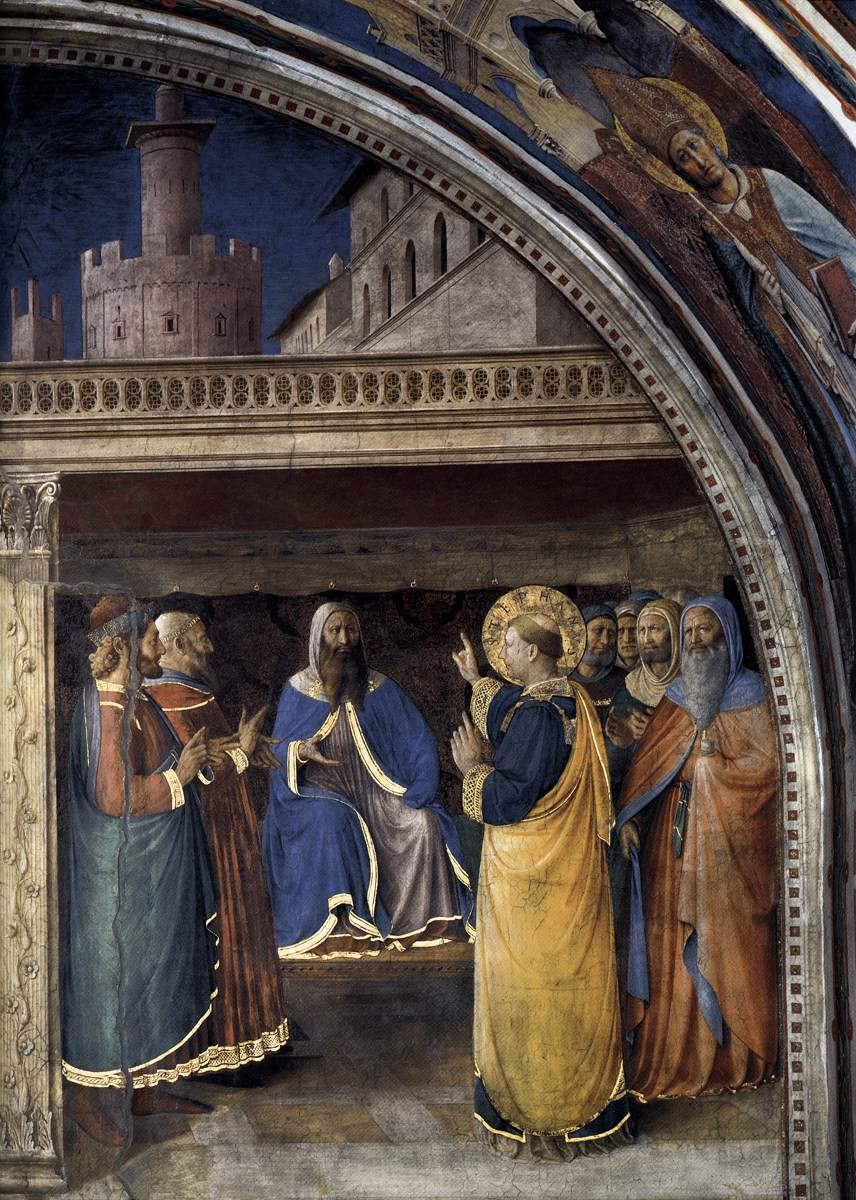
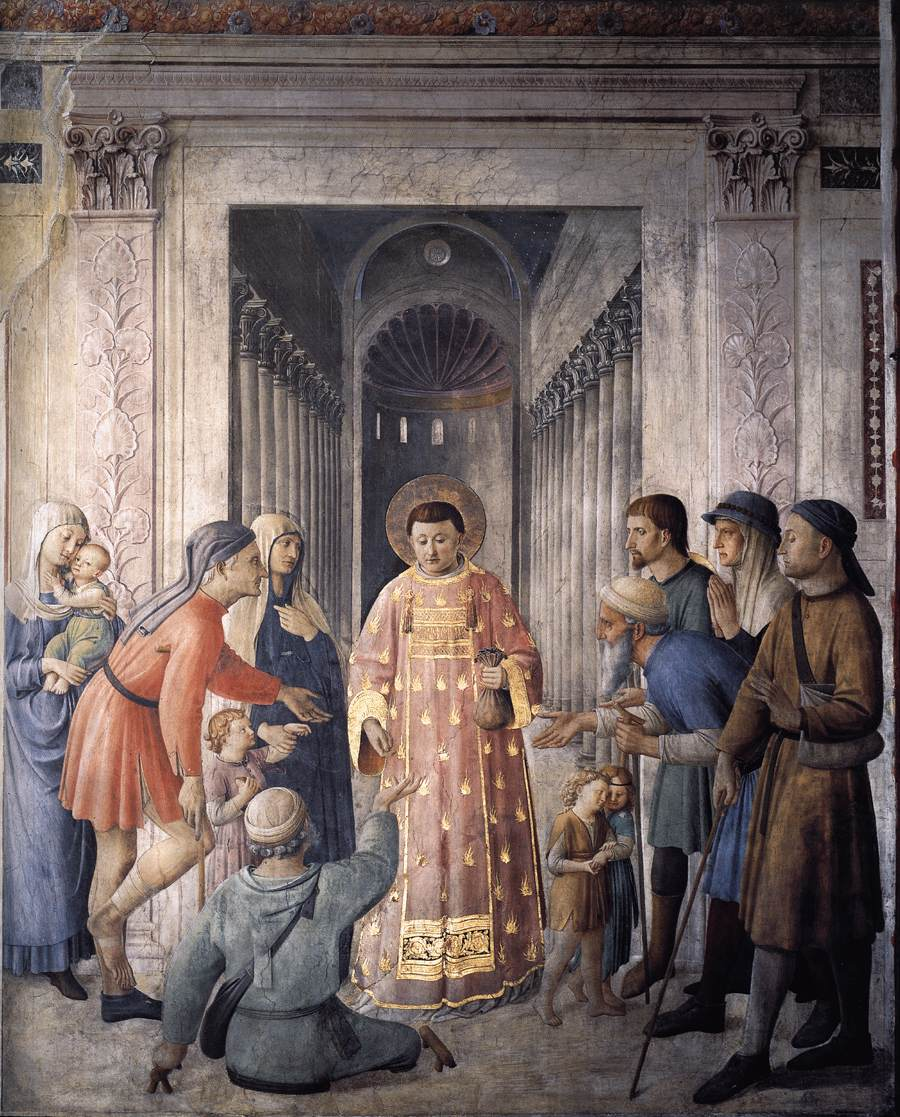
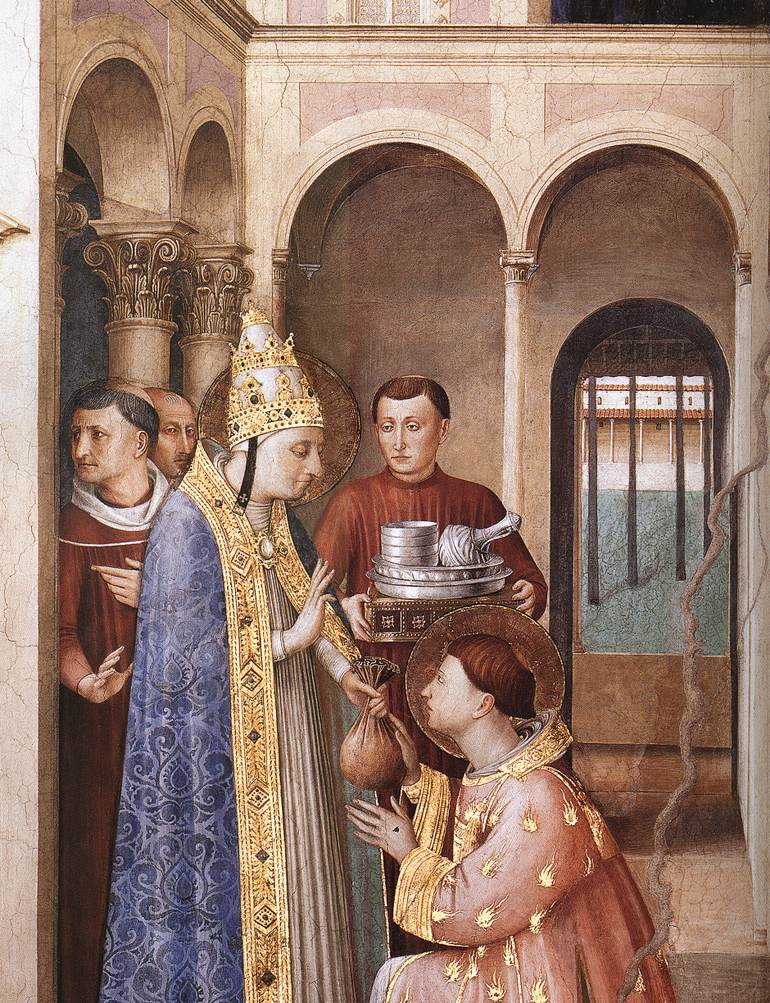

### 右側の壁

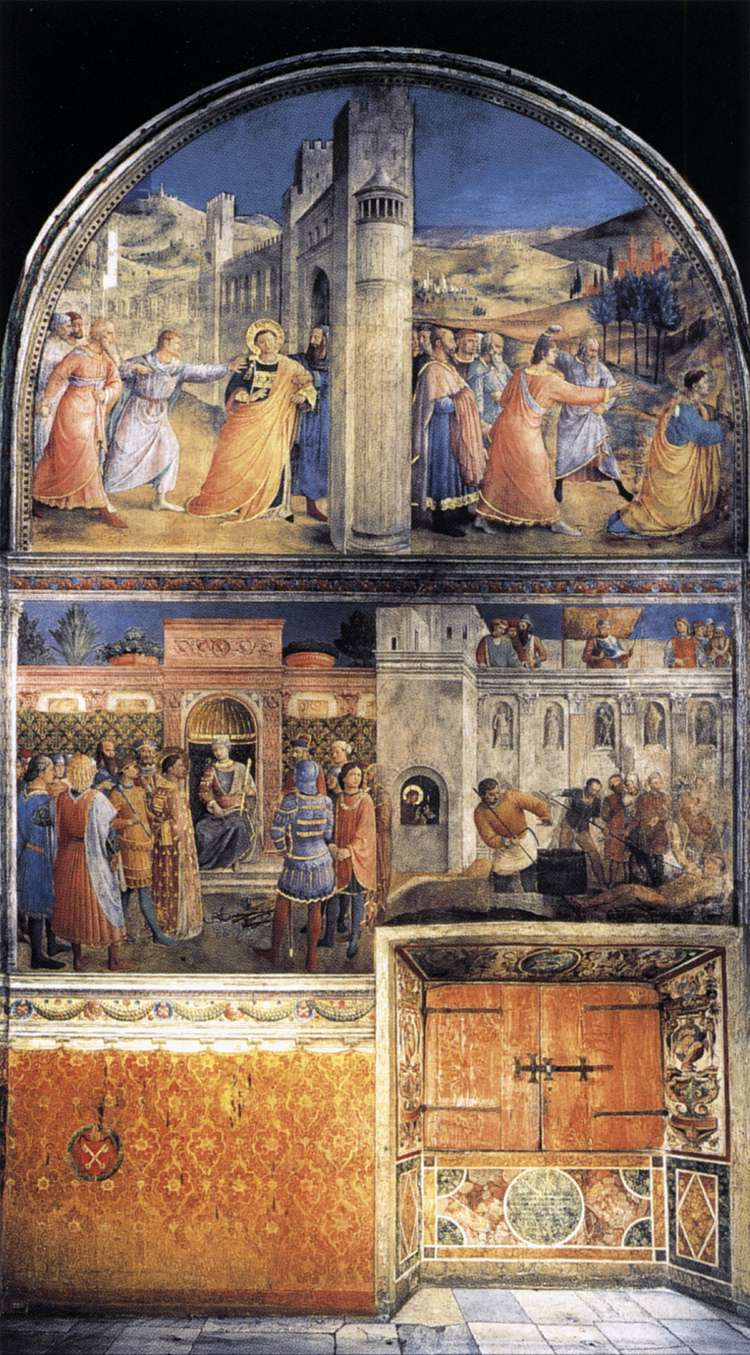
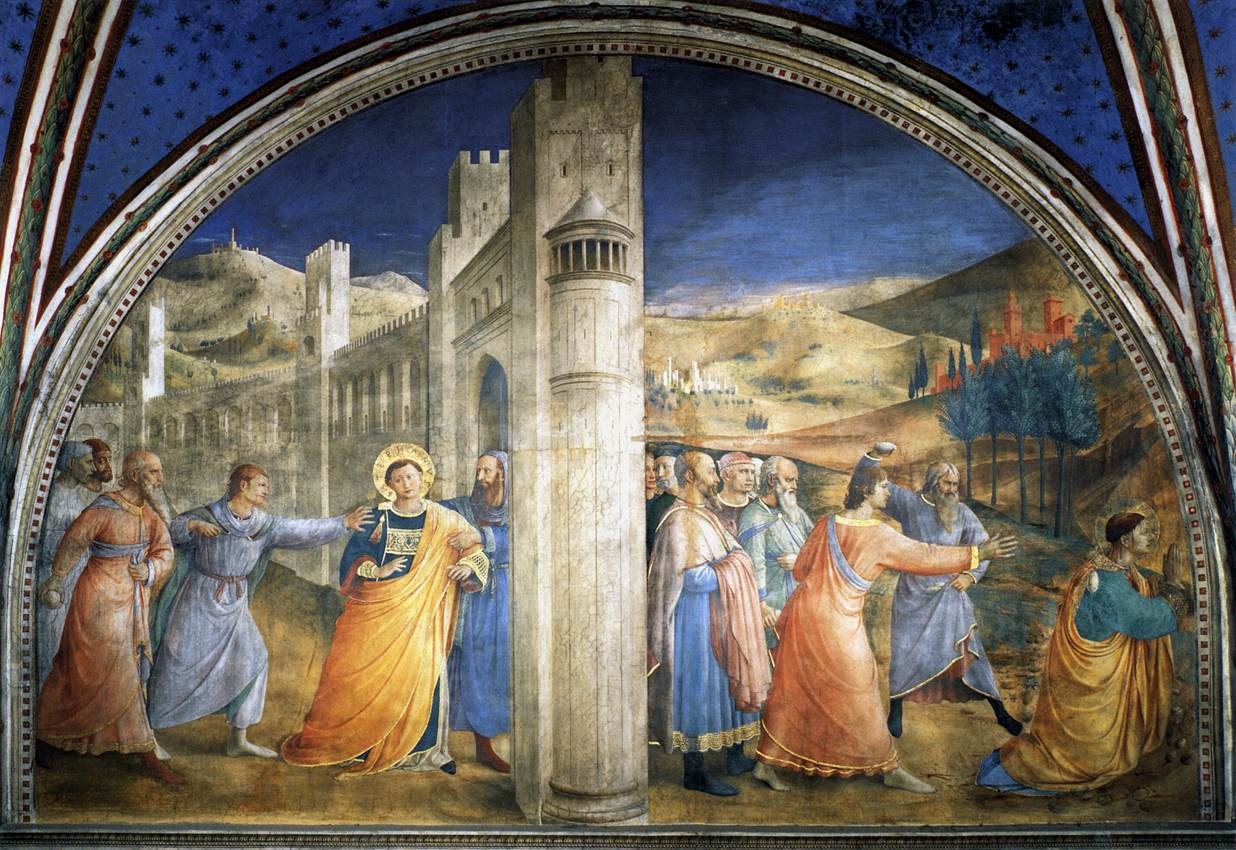
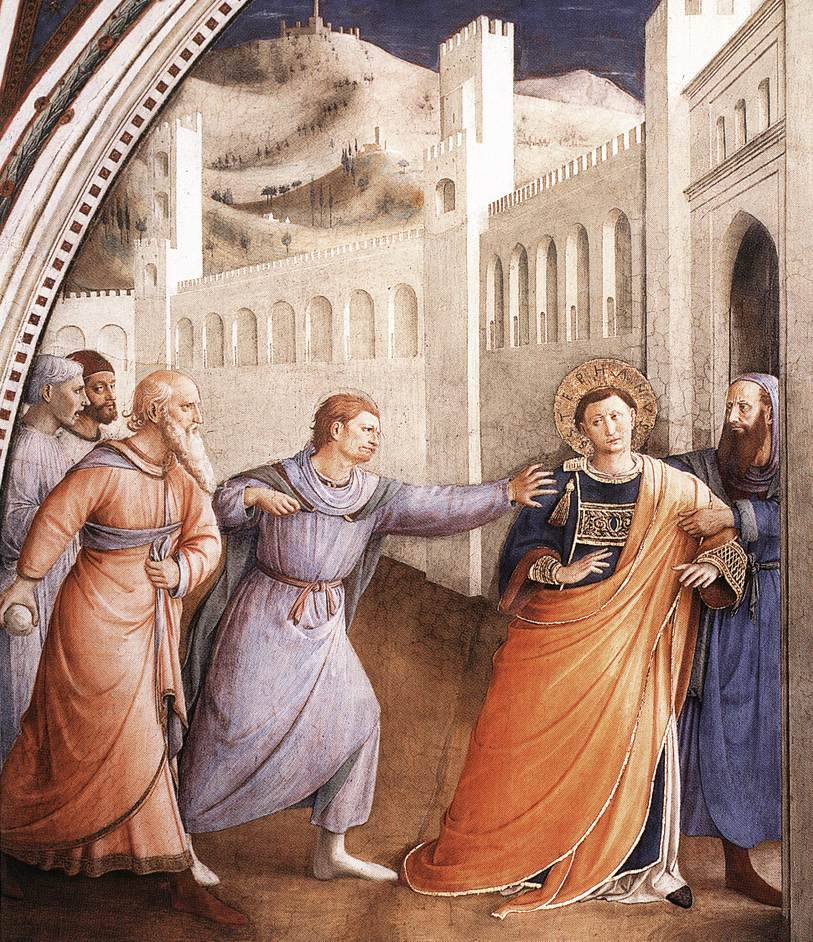
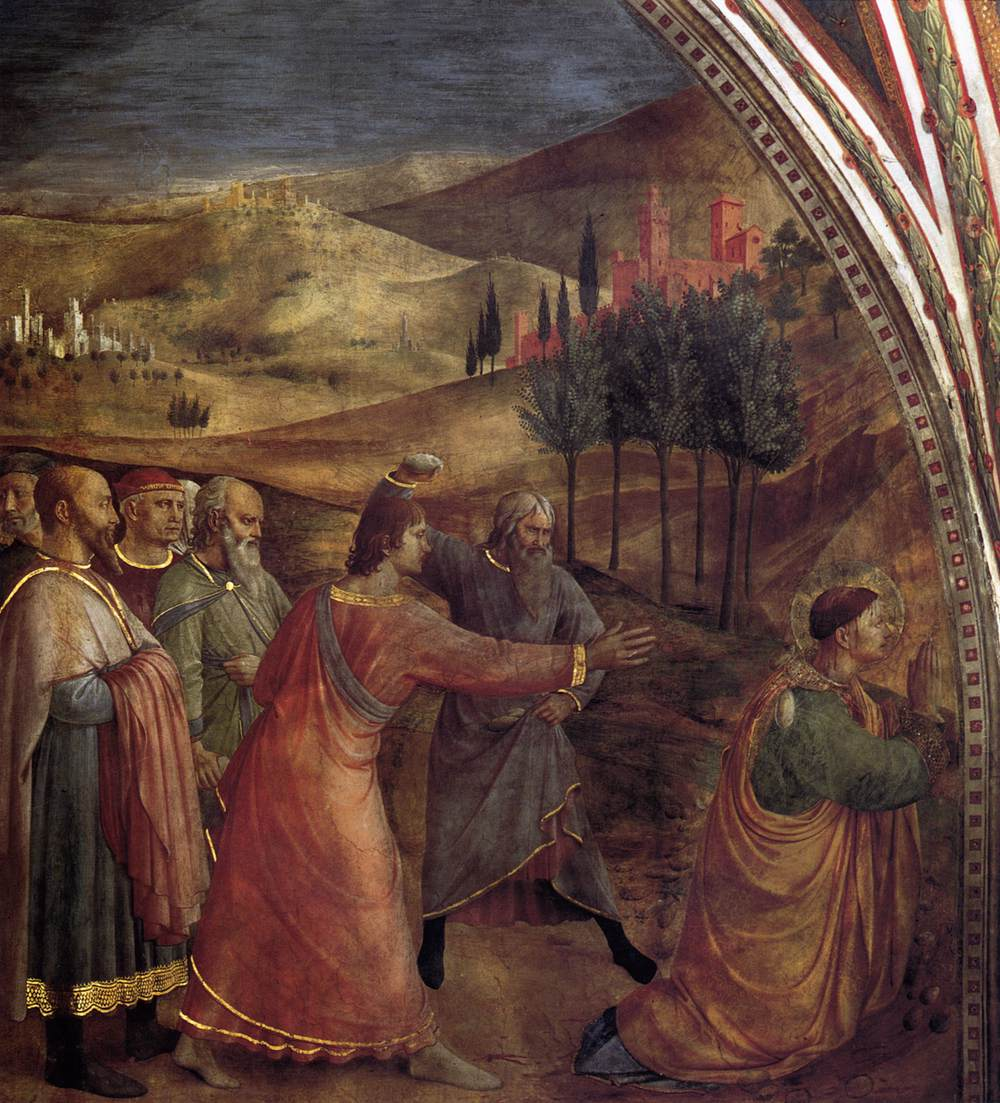
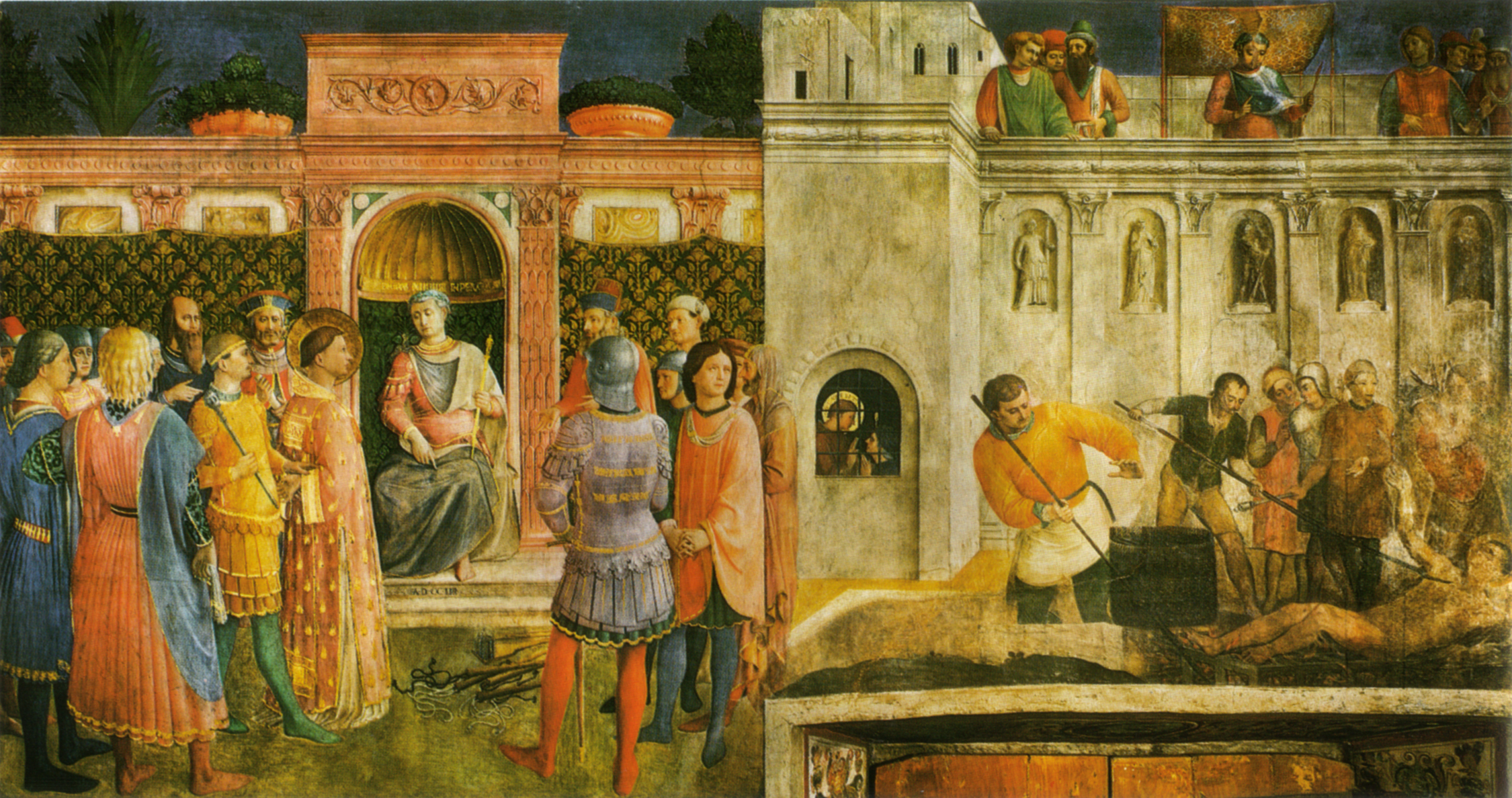
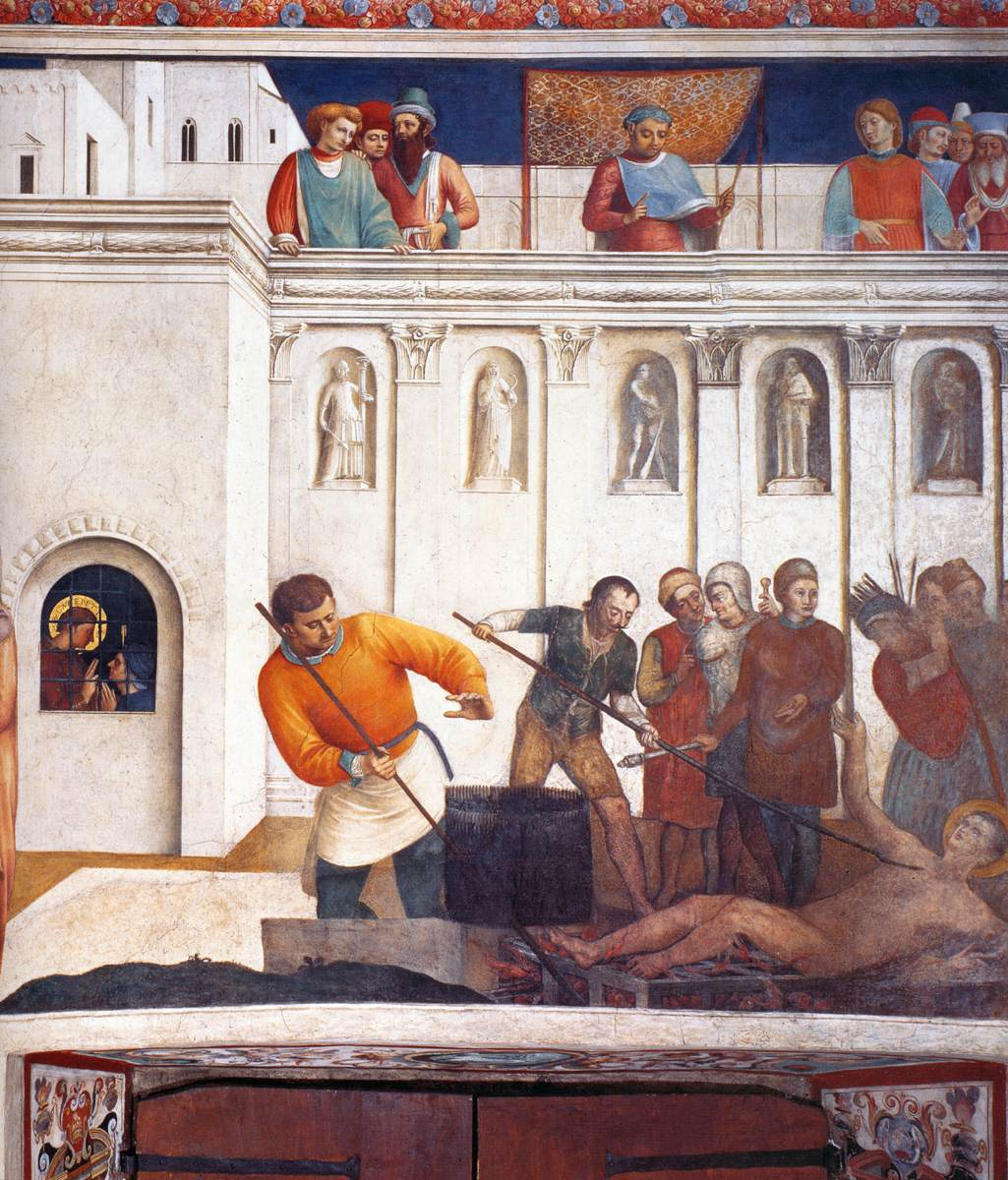